# Banditismo sardo
Il banditismo sardo è stata una forma specificamente sarda di criminalità contrassegnata dall'alta presenza di uomini del mondo agro-pastorale e da alcuni elementi essenziali del contesto economico e sociale di quella comunità: la geografia relativamente spopolata e deserta, la montagna inaccessibile, l'isolamento del singolo, l'assenza delle istituzioni, l'obbligata solidarietà dei non colpevoli e la rete obbligante delle parentele.
L'analisi storica identifica cicli di banditismo in corrispondenza con i mutamenti storici e socio-economici della Sardegna. Puggioni e Rudas, nel loro rapporto alla Commissione Parlamentare d'Inchiesta sui fenomeni di criminalità in Sardegna istituita nel 1969, ipotizzarono che il banditismo non fosse l'espressione della violenta cultura pastorale sarda, ma piuttosto una risposta deviata alla violenza esterna, alla prevaricazione plurisecolare che, subordinando e marginalizzando storicamente ed economicamente l'isola, avrebbe spinto il mondo pastorale verso diverse forme di resistenza alla sua distruzione, tra cui «l'abnorme fenomeno del banditismo». 

Banditismo e corruzione: l'arresto di una banda che rapinava le prostitute di colore e i loro clienti, il cui capo si scoprì essere un maresciallo dei carabinieri impiegato presso la caserma di Sassari. La Nuova Sardegna - 8 maggio 1996

## Caratteristiche
I banditi sardi si sono contraddistinti per alcune peculiari attività criminali: il furto di bestiame (abigeato) orientato soprattutto a pecore e cavalli, il sequestro di persona, la rapina e l’omicidio anche su commissione, nonché attraverso la bardana. La loro vicenda è spesso legata, per contesto e formazione, a quella dei pastori che sono ancora oggi parte determinante della cultura e dell’economia dell'isola. Il loro destino è stato invece legato alla disamistade ("vendetta") e alla latitanza ed è proprio da questo che trae origine il significato del termine bandito.
Il banditismo sardo si distingue da altri fenomeni simili per l’assenza di organizzazioni criminali stabili e al loro interno di un capo e di una gerarchia. Le bande nascono e si sciolgono secondo necessità e i banditi, la cui istruzione scolastica salvo alcune eccezioni è storicamente piuttosto bassa e osservano un codice morale e comportamentale personale che prende spunto da quello tramandato verbalmente: il codice barbaricino.

Le donne hanno un ruolo fondamentale di protezione e cura dei latitanti, amano e ammirano i banditi, si occupano di proteggere, nascondere e sfamare anche i sequestrati, partecipano ai gruppi di fuoco e hanno avuto anche ruoli di regia, sono state esse stesse banditesse, chiedono e pretendono difesa e vendetta, rischiano la vita come i loro uomini.
I banditi non amano le istituzioni statali ma in alcuni casi se ne servono. In diversi momenti della storia alcuni di loro hanno fatto riferimento a una ideologia come a un pensiero politico, ma non ne sono mai stati fautori. Ciò che hanno rubato l'hanno per la gran parte diviso fra loro. Quando il fenomeno si è esteso al di sopra del solito standard questo è avvenuto per motivi economici o di territorio.

## Storia
La storia del banditismo in Sardegna, così come dei tentativi di repressione da parte delle autorità statali al fine di risolvere il problema, è lunga e complessa e le fonti, come i documenti ufficiali sul tema si concentrano per la gran parte in quell'arco di tempo che va dall'unità d’Italia a oggi. Il primo sequestro a scopo di estorsione che si ricordi avvenne nel periodo iberico e, più specificamente, nel 1477 a Posada ai danni di un pastore locale.

### XVIII secolo
Il banditismo sardo così come lo conosciamo oggi non pervade mai contemporaneamente tutte le regioni dell'isola. Nel Settecento si concentra a Nord, nel Logudoro, nella Nurra e nella Gallura. I regnanti (che in questo periodo, a causa della Guerra di successione spagnola, si susseguono l'un l'altro a ritmo accelerato, scambiano i possedimenti con facilità non preoccupandosi della qualità della vita dei sudditi, arrecando così non pochi traumi alle popolazioni) hanno visto da sempre questo fenomeno come un problema molto serio.
Nel 1720 la Sardegna, dopo un plurisecolare periodo iberico e una breve parentesi austriaca, entra nel dominio di Casa Savoia. Il primo viceré, Filippo Guglielmo Pallavicino, barone di St. Rémy, considerò da subito la situazione talmente grave che decise di vietare immediatamente il porto e la fabbricazione delle armi, anche le armi "bianche". Uno dei primi Pregoni è quello del Viceré Di Costanze che lamenta la corruzione dei giudici sassaresi, colpevoli di proteggere i banditi. Il ruolo del bandito è infatti tutt'altro che malvisto dai locali e anche l'autorità ecclesiastica al fine di proteggerli ordina l'arresto dei più importanti sottraendoli alla giustizia del Re. I fuorilegge venivano utilizzati dai nobili (quando non erano i nobili essi stessi banditi) e dai ricchi per risolvere le più dure e rischiose problematiche. L'autorità giudiziaria e il governo scambiavano continui favori con i banditi che in cambio del loro aiuto ottenevano sconti di pena, amnestie, denaro e titoli nobiliari. I banditi più noti erano al tempo i nobili Delitala di Nulvi, nemici dei Savoia e il maggiore esponente fu Donna Lucia Delitala Tedde.
Nel corso del secolo contro i banditi furono adottati provvedimenti di ogni tipo, come l'ordine ai pastori di abbandonare gli ovili in luoghi impervi da raggiungere, il divieto di portare la tipica barba lunga e incolta e l'arruolamento di coloro che avevano avuto problemi con la giustizia in battaglioni speciali da addestrare specificamente in Piemonte.
È del 1766 il pregone del Viceré Francesco Ludovico Costa, esposto oggi sulla facciata di un vecchio palazzo trasformato in Museo del banditismo nel paese di Aggius, a testimonianza dell'importante storia dei banditi galluresi. Il villaggio era considerato "scandaloso ricovero e favore di banditi e facinorosi” e se ne chiedeva la totale distruzione.

Il banditismo era considerato una sorta di infestante e le autorità hanno risposto per anni in modo straordinariamente forte attraverso il Marchese Carlo San Martino di Rivarolo che, in tre anni, ottenne 3.000 incarcerazioni, 432 giustiziati alla forca e alla decapitazione, torture, cerimonie pubbliche e macabre messe in scena itineranti, il Viceré Valguarnera che arrestò 300 banditi e nel 1749 fece uccidere 500 persone, e il Ministro Bogino che persuaso inizialmente a utilizzare severamente la forza, pur avendo aggravato le pene e pubblicato la lista dei latitanti (viene ancor oggi citato nel detto in lingua sarda "Ancu ti currat su buginu"), abbandonata l'idea di ottenere migliori risultati contro i banditi, fra le varie riforme a lui ascritte, impose la lingua italiana quale sostituta di quella spagnola.

### XIX secolo
Aggius e la Gallura sono state una delle culle del banditismo sardo anche durante l'Ottocento. Il paese, descritto dallo storico Enrico Costa nel Muto di Gallura, è noto non soltanto per il sanguinoso scontro fra i Vasa, i Mamia e i Pileri, che sancirono la pace nel 1856, ma anche per il ruolo politico del bandito Pietro Mamia nel tentativo di insurrezione anti-sabauda del 1802 a favore della cosiddetta "Repubblica Sardo-Corsa" che ebbe invero durata brevissima e si concretizzò con la morte, causa tradimento, del giacobino Francesco Sanna Corda presso la torre di Longonsardo. Incomincia nello stesso anno il governo di Carlo Felice, chiamato Carlo Feroce, prima Viceré e poi Re che instaurò in Sardegna un vero e proprio regime poliziesco e militare con tanto di spionaggio, censura epistolare e taglie sugli indiziati.
I primi anni del secolo furono contraddistinti dalle "inimicizie" (disamistades) interne alla stessa Gallura, battaglie tanto aspre che caddero sul terreno anche i vertici delle autorità locali: il Censore Diocesano, il Reggente Ufficiale di Giustizia e il sostituto Procuratore Fiscale. Fu nel 1813 con la Regia Delegazione per la pacificazione della Gallura che le autorità presero atto della grave situazione che si era venuta a creare a Tempio Pausania. I Savoia decisero quindi di aumentare la presenza militare, ma al tempo stesso di persuadere la popolazione e i banditi attraverso uomini di chiesa. Nello stesso anno, il 9 maggio vennero rogate le "paci" relative alle numerose faide locali a cui seguì, venti giorni dopo, l'atto di grazia del Re.
Nel 1820 l'Editto delle chiudende mise in crisi i pastori e le loro greggi tenute a non oltrepassare confini prima d'allora inesistenti. La proprietà collettiva venne recintata e divenne privata. Era così incominciata la destabilizzazione economico-politica dell'isola, infatti nel 1827 la Carta de Logu, la raccolta di leggi in lingua sarda in vigore fin dal XIV Secolo, venne soppiantata dal Codice Feliciano e quando nel 1848, ai fini della futura fusione statale con la quale la Sardegna rinunciava per sempre alla personalità individuale del Regno e alle proprie istituzioni autonome, su richiesta di Carlo Alberto venne dato alle stampe regie il testo di Carlo Baudi di Vesme Considerazioni politiche ed economiche sulla Sardegna, che ne descrisse la popolazione quale oramai povera e incivile. Vi era in atto il più grande disboscamento di sempre, utile allo Stato per costruire le ferrovie italiane e creare strade buone al passaggio delle carrozze e alla monarchia sabauda per una migliore gestione dei propri averi, ma la superficie boschiva della Sardegna passò dai 480.000 ettari degli anni Venti ai 113.000 rilevati nel 1883. In pratica le foreste si ridussero in quegli anni di 4/5. Appena dopo l'Unità d'Italia, nel 1864, si ebbe un tale inasprimento delle tasse che, forse anche a causa dei dati catastali tanto diversamente allocati fra le regioni del nuovo sistema unitario, i sardi finirono per pagare la metà della somma di tutta la nazione. Il banditismo sardo a quel punto non poté che proliferare. Venne vietato con Regio Decreto del 1880 l'utilizzo del Trimpanu, strumento musicale arcaico utile a quel tempo anche nelle imboscate per disarcionare i Carabinieri a cavallo.

Il secolo si chiuse in modo straordinariamente caotico, il dibattito culturale e legislativo era sollecitato oltre che da gravi atti di banditismo come la Bardana di Tortolì (1894) e il sequestro di Jules Paty Louis e Regis Pral (due commercianti di legname di cittadinanza francese giunti in Sardegna per il taglio dei boschi) per cui si rischiò lo scontro diplomatico fra governi, anche dalla pubblicazione di un saggio dal forte carattere razzista destinato a grande influenza e infinite polemiche: La delinquenza in Sardegna (1897) del criminologo e antropologo Alfredo Niceforo, allievo di Cesare Lombroso. A questa era preceduta la pubblicazione di Psicologia della Sardegna, di Paolo Orano, della stessa scuola. I due studiosi erano stati accolti in Sardegna dal futuro Premio Nobel per la letteratura Grazia Deledda che gli dedicò anche il romanzo La via del male. Ci fu infine la relazione parlamentare del Francesco Pais-Serra che prendeva ovviamente in causa anche la sicurezza sull'isola. 

Meno di due anni dopo, tra il 14 e il 15 maggio 1899, si diede via libera a una grande operazione di polizia che coinvolse Nuoro e tutta la Barbagia, ricordata come la Notte di San Bartolomeo, che vide 700 arresti fra banditi e fiancheggiatori (di cui oltre la metà andarono poi prosciolti). È in questo contesto che vengono scattate ai fini dell'accertamento dei tratti delinquenziali, le 100 fotografie del Prof. Giuseppe Sanna Salaris, direttore del manicomio di Cagliari, che hanno reso famosi molti di loro. Nello stesso anno con l'ausilio dell'infiltrato Lussorio Cau, avvenne la cruenta Battaglia di Morgogliai, 201 soldati contro 5 banditi, ritratta ancor oggi su uno dei murales di Orgosolo.

### XX secolo
La prima parte del secolo è contraddistinta dalla Disamistade di Orgosolo 1905-1917 storicamente importante anche per i risvolti giudiziari e le implicazioni mediatiche: le famiglie Cossu e Corraine si fronteggiano per motivi di eredità, attentati e omicidi si alternano nei lunghi anni di guerra che portano addirittura un'intera famiglia in latitanza. Emerge evidente la corruzione delle autorità e lo scontro fra sistemi processuali in antintesi. Con la difesa di Mario Berlinguer andranno tutti assolti.

Nel 1927, durante il Fascismo, venne istituita la Provincia del Littorio (della Barbagia), con capoluogo Nuoro. Il regime tentava così di porre un argine istituzionale a un territorio che appariva ancora ingovernabile. La Banda di Bitti nel 1933 al concludersi della festa di Sedilo, bloccò l'automobile del segretario politico del fascio e Podestà di Bono, Pietrino Molotzu. I banditi sequestrarono la figlia Maria che ancora bambina morì nelle fasi di trattativa per il riscatto.
Singolare nello stesso periodo la vicenda del bandito Samuele Stochino, prima sergente della Brigata Sassari, Medaglia d'Argento al valor militare, agli ordini di Emilio Lussu nella prima guerra mondiale e una taglia sulla testa fra le più alte mai bandite: 200.000 lire.
In epoca più recente, nella seconda metà del 900, si sviluppa tra i banditi l'idea che i cospicui guadagni si ottengano con i sequestri di persona. Viene compiuto un numero tanto alto di rapimenti da destare allarme. Nasce così, giornalisticamente, il concetto di Anonima sequestri, per indicare il vasto numero di persone e l'organizzazione necessarie per compiere un sequestro al fine di estorcere il pagamento del riscatto in denaro, ma col difetto di accomunare una forma criminale tipica del modo agro-pastorale sardo a quella delle associazioni di stampo mafioso italiane. Il valore della vittima è fissato in milioni di Lire e si attesta nei casi più frequenti fra i 300 e i 600 milioni di lire, anche se in più di un caso venne superato l'ordine dei miliardi. Dei gruppi di sequestratori fanno parte decine e decine di persone divise per ruoli: rapitori, carcerieri, mediatori, spie, addetti al supporto logistico e alle relazioni con e fra i latitanti. Il contesto ambientale di provenienza dei banditi e di prigionia dei rapiti è quello delle montagne e dei boschi dell'isola, soprattutto in Gallura, Barbagia, Baronie e Ogliastra. Gli obiettivi sono uomini, donne e bambini che fanno parte di famiglie sarde, italiane e straniere, che sono o sembrano ricche. L'attività si protrae per mesi. Concluso a buon fine il sequestro, il bottino del riscatto viene diviso fra coloro che vi hanno partecipato. Dal 1960 al 1997 si accertano circa 180 sequestri di persona. I più famosi sono il sequestro di Fabrizio De André e Dori Ghezzi, il sequestro di Farouk Kassam, il sequestro Soffiantini e il sequestro di Silvia Melis.
Lo Stato italiano ha contrastato il fenomeno soprattutto con l'operato del giudice Luigi Lombardini, con la legge Antisequestri (blocco dei beni dei sequestrati) e i piani antisequestri e per il controllo e le ricerche sul territorio ha impiegato, oltre alle normali forze dell'ordine, l'Esercito italiano con 4.000 soldati nel 1992 nell'Operazione Forza Paris, alcune forze speciali come i Baschi Blu nel 1966 e dal 1993 i Cacciatori Sardegna. Il sequestro di persona nella forma tradizionale sarda, caratterizzato da una lunga trattativa per il riscatto e dalla prigionia in luoghi remoti e inaccessibili delle zone interne, è sostanzialmente terminato negli anni duemila per la bassa redditività, l'alto rischio di cattura, e per la trasformazione del mondo pastorale.

### XXI secolo
I banditi del mondo rurale sardo, eccezion fatta per quello di Titti Pinna del 2007, si rendono conto che il sequestro non paga più e si dedicano prevalentemente al traffico di droga, alla rapina attraverso l'assalto ai bancomat, ai furgoni portavalori e alle sedi delle società di sicurezza nelle quali vengono custoditi i grandi introiti delle attività commerciali, anche con l'uso di mezzi per l'edilizia come ruspe e simili. Si contano anche frequenti gli attentati ai primi rappresentanti dell'ordine istituzionale: i sindaci dei piccoli comuni, che nel 2018 subiscono 12 atti intimidatori.

## Inchieste e leggi
- La prima legge in ordine di tempo è quella del Codice della Repubblica sassarese del 1316 nel quale si esorta ad uccidere i banditi che si danno alla macchia e si infliggono severe pene a chi dia loro consiglio e aiuto.
- Un articolo molto simile è presente nella Carta de Logu, emanata nel 1395, dove le pene si estendono anche a coloro che non si prodighino per dare la caccia ai banditi.
- La prima Commissione parlamentare d'inchiesta che si occupò del fenomeno si tenne dal 1868 al 1870[35], fu presieduta da Agostino Depretis e , come sostiene la relazione della commissione del 1968, non giunse a conclusioni.

- La seconda commissione fu quella presieduta da Francesco Pais Serra  le cui conclusioni vennero pubblicate nel 1896 dalla Camera dei Deputati con il titolo di Relazione dell'inchiesta sulle condizioni economiche e della sicurezza pubblica in Sardegna.

- La terza Commissione parlamentare d'inchiesta si riunì quindi 100 anni dopo la prima, nel 1968[36] per iniziativa fra gli altri di due politici nuoresi: Gianuario Carta (DC) e Ignazio Pirastu (PCI)[37] Nel 2º capitolo della relazione conclusiva pubblicata nel 1972 si dichiara: Il banditismo sardo è un fenomeno che dura da secoli. Storicamente nasce dal conflitto tra una società pastorale, che vuole imporre regole tradizionali, e uno Stato di conquistatori che vuole imporre le sue leggi. L'ostilità della società pastorale alle leggi dello Stato unitario è facilmente comprensibile.

- Nel 1991 la legge anti-sequestri[38] sancisce il blocco immediato dei beni del sequestrato e della sua famiglia, impedendo il riscatto, mette in discussione la relazione fra le famiglie dei sequestrati, gli inquirenti e i sequestratori, dà così un contributo fondamentale, non alle indagini durante le quali la polemica diviene più aspra, ma comunque alla fine di quella che viene ricordata come l'epoca dei sequestri.

- Nel 1996 in seno alla Commissione Parlamentare d'Inchiesta sul fenomeno della Mafia e delle altre associazioni criminali similari[39] viene costituito il Comitato per i sequestri di persona[40] che produrrà una relazione, opera del Sen. Pardini.

## Connivenza e omertà
La popolazione della Sardegna, in particolare quella della Barbagia, è stata accusata di omertà più volte nel corso del tempo. L'omertà secondo i singoli inquirenti del caso, e contestualmente i media che se ne occupano, sarebbe stata la causa principale della fuga del latitante, del fallimento giudiziario nel nulla di fatto, nella non individuazione dei colpevoli, e la causa ultima del proliferare del fenomeno del banditismo nella Sardegna rurale come anche di diversi fenomeni sociali simili. L'omertà in alcuni paesi dell'interno non è connivenza, non è indifferenza, ma paura di ritorsioni da parte dei violenti.
Anche per questo, la storia della Sardegna è segnata da una lunga serie di delitti irrisolti. Tra questi vi sono l'omicidio di Alina Cossu, studentessa di Porto Torres picchiata e gettata sulla scogliera dal suo aguzzino, l'omicidio di Ada Ciocchetti , casalinga stuprata e strangolata mentre raccoglieva gli asparagi, l'assassinio dell'avvocato Salvatore Dongu , ucciso con un colpo di pistola sparatogli in pieno volto, l'uccisione di Luisa Manfredi , figlia dell’ex bandito Matteo Boe, raggiunta da una fucilata mentre si affacciava al balcone, l'omicidio di Michele Mascotti , 83 anni, maestro elementare in pensione colpito più volte con una piccozza e il delitto di Piergianni Clemente , orologiaio ucciso nella sua casa.

## Balentia
L'idea di bandito in Sardegna è strettamente legata a quella del balente (valente, valoroso) e della balentía che si esplica appunto nel vivere da balente. Il balente non è automaticamente un bandito. In linea generale, il concetto di balente descrive un soggetto spiccatamente coraggioso e audace, capace di compiere azioni pericolose in modo straordinario. È colui che si fa rispettare, che ha il coraggio di ottenere ciò che vuole, è un abile cavallerizzo, ma che sa anche cacciare, resistere nella solitudine e nelle difficoltà ambientali, sa nascondersi sulle montagne e vivere nelle grotte.

## Disamistade
Disamistade è la parola con cui nella lingua sarda si descrive l'istituto di vendetta previsto dal codice agro-pastorale. Non quindi una vendetta qualsiasi, ma un'azione vendicativa in seno al Codice barbaricino, quindi all'ordinamento giuridico da questo definito, un ordinamento giuridico non istituzionale, ma popolare e parallelo all'ordinamento statale. Erroneamente, per semplificazione giornalistica, si tende a tradurre "disamistade" con "faida", come d'altronde avviene per "banditismo sardo" e "brigantaggio" e per "bullo" e "balente", ma la faida ha caratteristiche giuridiche storiche proprie diverse dalla disamistade.
La disamistade può essere singolare e di gruppo ma anche di comunità contrapposte e in genere, dopo lungo percorso, si concludeva, previa trattativa, con le cosiddette "paci" (paghes). Nel secondo dopoguerra, con l'emigrazione di molti sardi, specie dell'entroterra, l'istituto di vendetta si spostò anche in continente, soprattutto nel centro Italia.

## Le Paci
Si dicono Paci gli accordi di pace stipulati nell'Ottocento e nel Novecento da gruppi e famiglie prima in guerra fra loro e sanciti con atto notarile, cerimonia religiosa e banchetto. Indichiamo quelli storicamente più rilevanti.
- Le Paci del 9 maggio 1813, Tempio[12]
- Le Paci di San Sebastiano: Vasa - Pileri - Mamia, 1856, Tempio[50].
- Le Paci di San Giovanni tra i paesi di Orune e Bitti, 1887, Bitti[51][52].
- La Paci Vasa - Mamia, 1892, Aggius[12].
- Le Paci della grande Disamistade di Orgosolo, 1916, Posada[53]

## L'immaginario artistico
Il Banditismo sardo è descritto in alcune canzoni di Fabrizio De André come Hotel Supramonte uscita nel 1981 e Disamistade del 1996; in Mamoiada (1991) dei Tazenda e in una canzone del Coro di Usini (coro sardo): Vendetta del 1982.

## Banditi e personaggi di spicco
Nel XVII secolo: Manuele Fiore, Don Diego Manca, Salvatore Anchita, Francesco Brundanu, Giovanni Galluresu, Don Giacomo Alivesi; 

nel XVIII secolo: Donna Lucia Delitala Tedde, Giovanni Fais e Chiara Unali; 

nel XIX secolo: Paska Devaddis, G.Tolu e compagni, Pietro Mamia, Bastianu Addis Tansu, F.Derosas, Mariantonia Serra-Sanna, Lussorio Cau, G.Corbeddu; 

nel XX secolo: S.Stochino, P.Càmpana, Annino Mele, P.Stochino, A.Cubeddu, G.Farina, G.Mesina, M.Atienza, M.Boe

nel XXI secolo: Raffaele Arzu

## Filmografia
- Banditi a Orgosolo, regia di Vittorio De Seta (1961)
- Pelle di bandito, regia di Piero Livi (1969)
- Padre padrone, regia di Paolo e Vittorio Taviani (1977)
- Disamistade, regia di Gianfranco Cabiddu (1988)
- Sonetàula, regia di Salvatore Mereu (2008)
- Bandidos e Balentes - Il codice non scritto, regia di Fabio Manuel Mulas (2017)